# Hernia de hiato
La hernia de hiato o hernia hiatal consiste en la protrusión del segmento proximal dilatado del estómago a través del hiato esofágico del diafragma por separación de sus pilares y ensanchamiento del espacio de la pared del esófago.

## Causas
El diafragma se puede encontrar debilitado por diversas disfunciones fisiológicas, enfermedades o lesiones. A los factores genéticos se pueden añadir las siguientes causas de la hernia de hiato:
- Envejecimiento: A medida que se envejece, el músculo diafragmático puede volverse algo más débil, posibilitando la protrusión del estómago.
- Tos crónica: debido al esfuerzo constante que supone la acción de toser para la cavidad torácica (el diafragma está muy relacionado con la función ventilatoria).
- Estreñimiento: las personas propensas a sufrir estreñimiento realizan esfuerzos continuos a la hora de defecar, y esta presión en la cavidad abdominal puede repercutir en el deslizamiento de la parte superior del estómago.
- Obesidad: un aumento del volumen abdominal puede producir presión sobre los órganos del abdomen, el estómago entre ellos, y forzar el paso a través del hiato.
- Levantar objetos muy pesados.
- Estrés.
- Tabaquismo: el consumo de tabaco parece estar asociado a la aparición de la hernia de hiato.

## Clasificación - Tipos
| Existen cuatro tipos principales de hernias hiatales: - Tipo I: tipo deslizante, que representa más del 95% de las hernias hiatales. Este tipo se produce cuando la unión gastroesofágica se desplaza hacia el hiato. - Tipo II: Una hernia hiatal paraesofágica , que ocurre cuando parte del estómago migra hacia el mediastino paralelo al esófago. - Tipo III: Una hernia paraesofágica combinada con una hernia deslizante , donde tanto la unión gastroesofágica como una porción del estómago han migrado al mediastino. - Tipo IV: El estómago y un órgano adicional, como el colon, el intestino delgado o el bazo, se hernian en el tórax. |

## Epidemiología
La hernia de hiato es relativamente frecuente, y afecta hasta un 20 por ciento de la población. Del total de pacientes con el trastorno, cerca del 10 por ciento son asintomáticos, según el grado de protrusión estomacal y de qué tanto esté afectado el esfínter esofágico inferior (EEI). Un 40 por ciento de las hernias de hiato son hernias deslizantes, en las que el EEI protruye conjuntamente con una porción del estómago, y sólo un cinco por ciento son paraesofágicas, en las que sólo una porción del estómago se hace intratorácica, mientras el EEI permanece intraabdominal. Aunque se presenta en personas de todas las edades, una hernia de hiato es más común en personas de más de 50 años de edad.

## Causas
El debilitamiento o desgarre del hiato esofágico del diafragma puede ser causado por contribución de diversos factores, entre ellos:
- estreñimiento
- estrés
- factores genéticos

- obesidad[5]
- posturas corporales, como el flexionarse con frecuencia o bien el levantamiento constante de objetos pesados;
- sedentarismo
- tos crónica
- tabaquismo[5]

## Diagnóstico

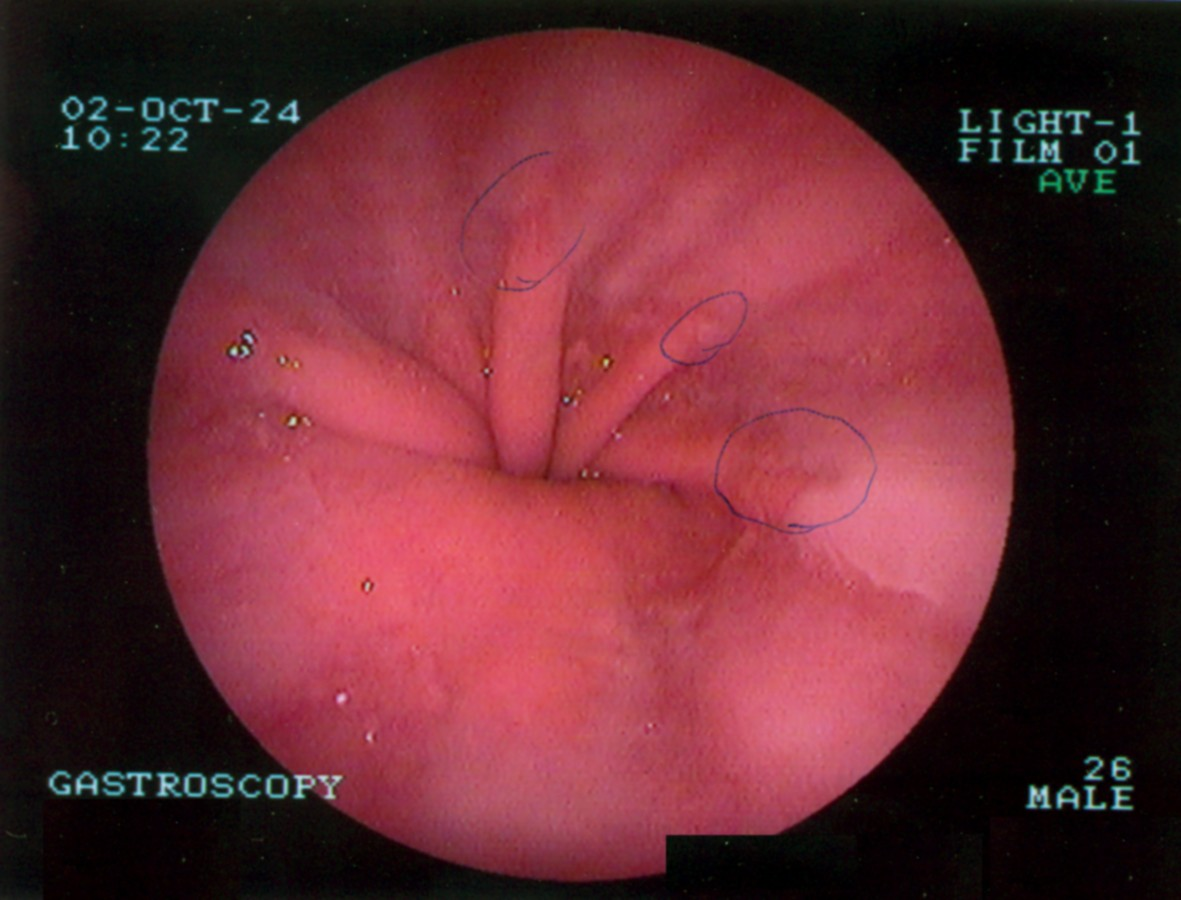
Gastroscopía que muestra el punto de protrusión estomacal hacia el hiato del diafragma.

El diagnóstico de una hernia hiatal comienza con el examen físico por razón de la sintomatología. Los estudios radiográficos —las radiografías de abdomen con contraste— y estudios endoscópicos —la endoscopia digestiva (observación directa del esófago y estómago con un tubo flexible de fibra óptica)— demuestran la hernia hiatal y ayudan a descartar otras causas de molestias digestivas altas.

## Tratamiento
En la mayor parte de los casos los pacientes con hernias hiatales —tanto deslizantes como paraesofágicas— no sufren mayor incomodidad, por lo que no se amerita tratamiento. Sin embargo, cuando la hernia es voluminosa o cuando es una hernia paraesofágica complicada con estrangulación, ulceración, hemorragia o perforación del estómago herniado, pueden aparecer síntomas que requieren intervención médica. Los pacientes con síntomas deben elevar las cabeceras de sus camas para evitar seguir acostados inmediatamente después de comer o agacharse justo después de una comida.
Si la herniación es secundaria al estrés, deben aplicarse al paciente técnicas de reducción de estrés. Si hay sobrepeso, se deben indicar técnicas para pérdida de peso. Si bien se recomiendan en ocasiones fármacos que neutralizan la acidez del estómago, no se deben tomar medicamentos que reduzcan la presión del esfínter esofágico inferior. Igualmente, los pacientes fumadores deben considerar dejar de hacerlo.

### Tratamiento quirúrgico
Cuando los síntomas causados por una hernia de hiato son tan severos que se asocia a un reflujo ácido crónico del abdomen, a menudo se recomienda un procedimiento quirúrgico conocido como fundoplicación de Nissen. Las hernias más perversas pueden generar lesiones en el esófago o incluso cáncer del esófago. El procedimiento consiste en una laparoscopia en la que la parte superior o fondo del estómago se envuelve alrededor de la porción inferior del esófago, previniendo así subsecuentes herniaciones y el reflujo gastroesofágico. Con una selección adecuada de pacientes, la fundoplicación laparoscópica tiene muy bajos rangos de complicaciones, y la recuperación es rápida.
Algunas complicaciones incluyen disfagia (dificultad para tragar), náusea, distensión abdominal y desprendimiento de la envoltura. Ocasionalmente se requiere una segunda intervención reparadora.

## Pronóstico y complicaciones
En general, las hernias de hiato se sobrellevan muy bien con tratamiento conservador. Sin embargo, pueden ocurrir complicaciones serias:
- anemia por pérdidas de sangre del estómago lentas, sostenidas e inadvertidas;
- aspiración del contenido gástrico por los pulmones;
- estrangulación de la hernia con necrosis del tubo digestivo.

## Complicaciones
Una hernia de hiato no causa síntomas por sí misma. Sin embargo, es un trastorno que promueve el reflujo de los contenidos gástricos, por acciones ya sea directas o indirectas sobre el mecanismo de anti-reflujo, y por ello se asocia con la enfermedad de reflujo gastroesofágico (GERD, por sus siglas en inglés). De esa manera, una hernia hiatal puede estar acompañada de todas las posibles consecuencias de un GERD: agruras, esofagitis, esófago de Barrett y cáncer de esófago. El riesgo específico de estas complicaciones por una hernia de hiato sola resulta difícil de cuantificar, y sigue siendo relativamente bajo.
Además de la incomodidad de un GERD y la disfagia, las hernias de hiato pueden tener consecuencias graves en algunos pacientes no tratados. Las hernias paraesofágicas pueden llegar a estrangular a una porción del estómago por encima del diafragma. Dicha estrangulación puede provocar una obstrucción esofágica o incluso estomacal, y el tejido afectado puede llegar a sufrir isquemia y posiblemente necrosis.
Otra posible complicación de severidad, aunque bastante rara, es un gran herniación restrictiva por presión de la inflación del pulmón, lo que causa dolor y problemas respiratorios.